# Escobar de Polendos
Escobar de Polendos es un municipio de España, en la provincia de Segovia, comunidad autónoma de Castilla y León. Tiene una superficie de 39,65 km².
El municipio consta de las localidades de:
- Escobar de Polendos, 32 hab (2020)
- Parral de Villovela, 3 hab (2020)
- Peñarrubias de Pirón, 20 hab (2020)
- Pinillos de Polendos, 55 hab (2020)
- Villovela de Pirón, 55 hab (2020)

## Historia
Integrado en el Sexmo de Cabezas de la Comunidad de ciudad y tierra de Segovia, excepto Peñarrubias de Pirón que está en el Sexmo de San Lorenzo.

## Geografía

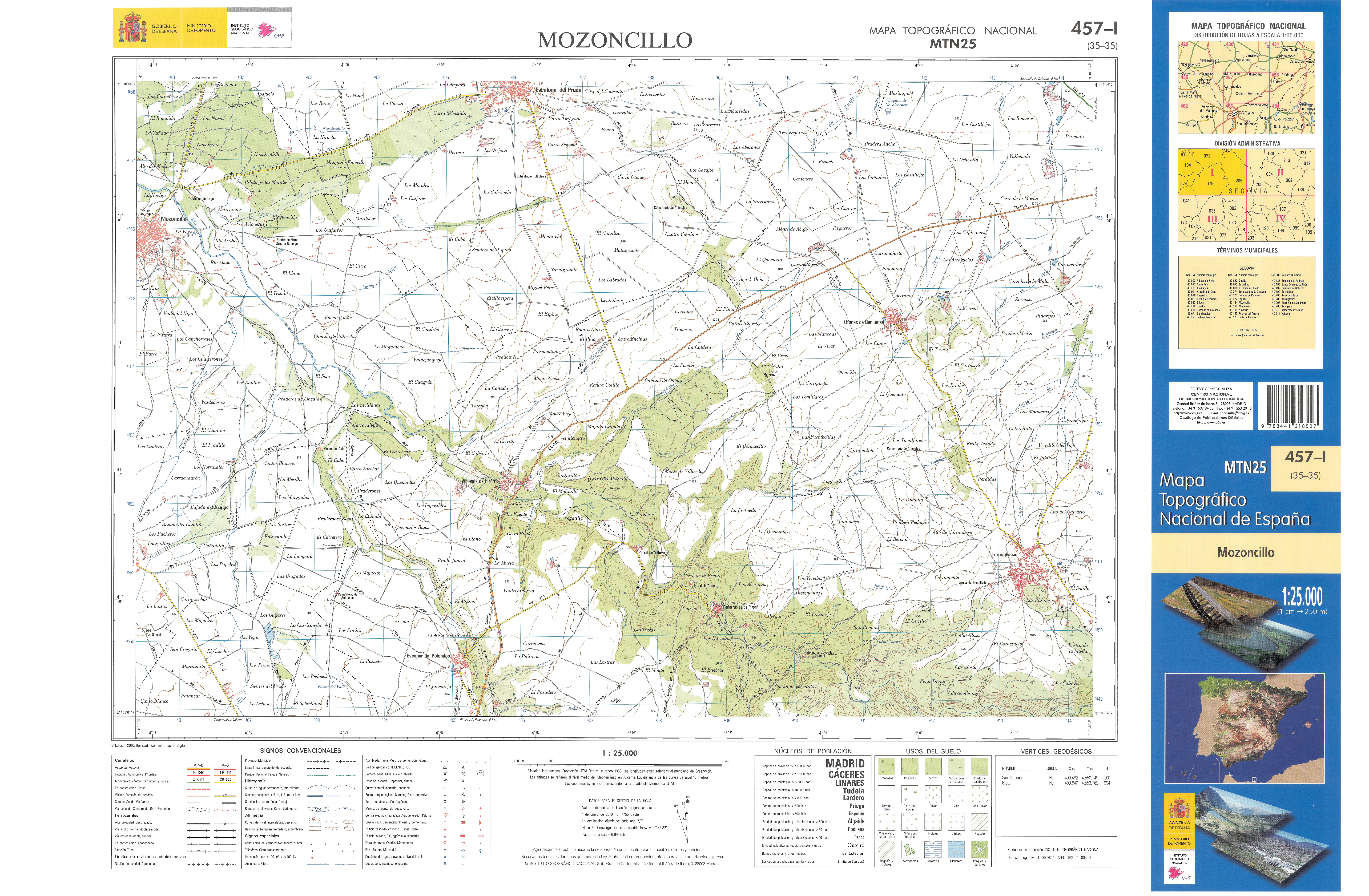
Fragmento de la hoja 457 del Mapa Topográfico Nacional de España de 2010 en el que se representa parte de Escobar de Polendos

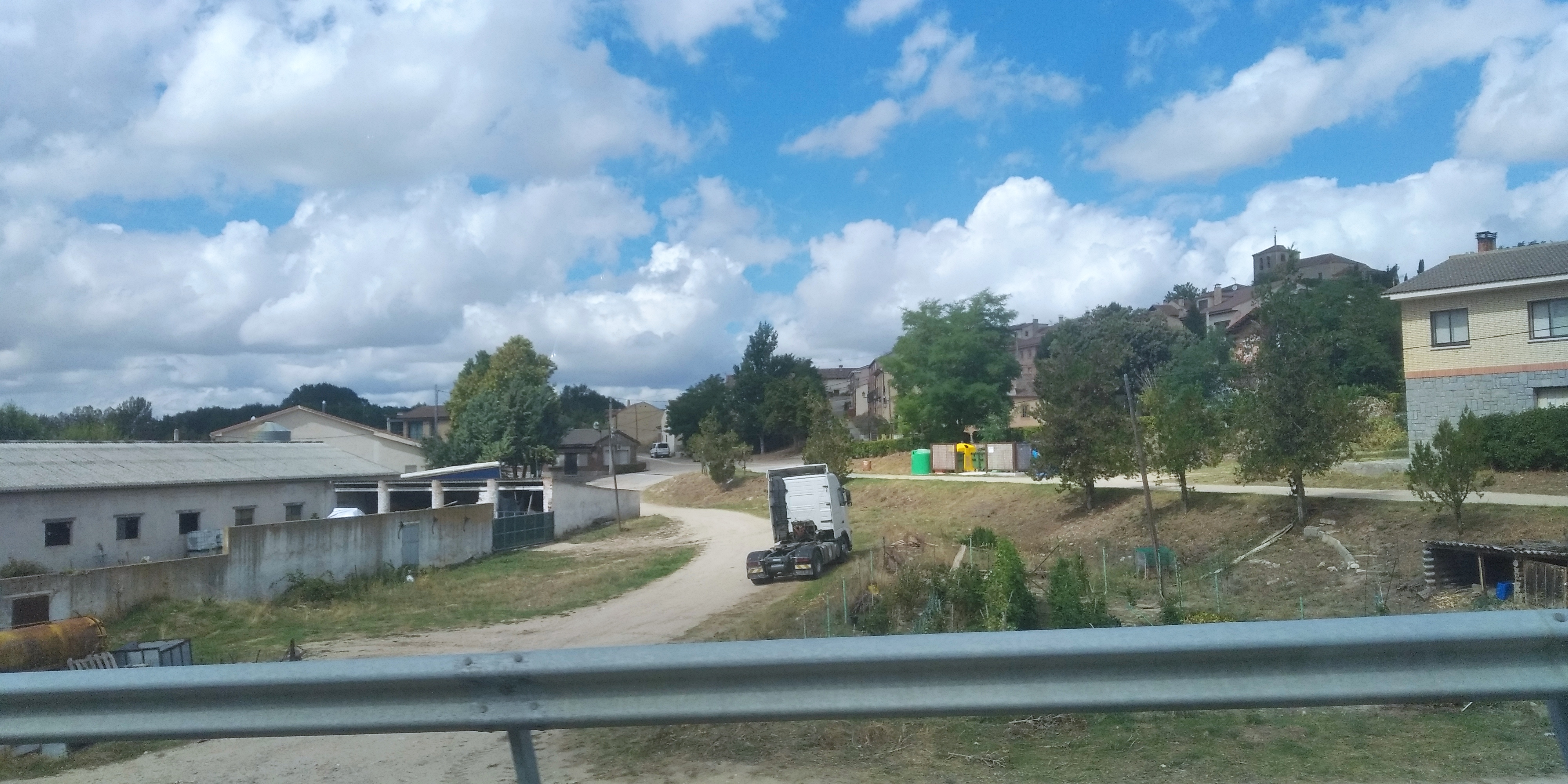
Villovela de Pirón desde la CL-603

| Noroeste: Mozoncillo                        | Norte: Escalona del Prado | Noreste: Torreiglesias       |
| Oeste: Escarabajosa de Cabezas, Cantimpalos |                           | Este: Torreiglesias          |
| Suroeste: Cantimpalos                       | Sur: Cabañas de Polendos  | Sureste: Cabañas de Polendos |

## Geografía humana

### Demografía
Cuenta con una población de 166 habitantes (INE 2024).
| Gráfica de evolución demográfica de Escobar de Polendos entre 1842 y 2021 |
| |
| Población de derecho según los censos de población del INE Población de hecho según los censos de población del INEEn estos censos se denominaba Escobar: 1842, 1857, 1860, 1877, 1887, 1897 y 1900 Entre el censo de 1857 y el anterior, crece el término del municipio porque incorpora a 405028 (Parral de Villovela), 405030 (Peñarrubias), 405032 (Pinillos de Polendos) y 405048 (Villovela de Pirón) |

Escobar contaba con 165 habitantes en 2020.
| 42            | 588 | 560 | 630 | 647 | 684 | 747 | 668 | 695 | 725 | 699 | 616 | 421 | 295 | 233 | 228 | 249 | 245 | 229 | 223 | 197 | 207 | 193 | 181 | 173 | 165 |
| (Fuente: INE) |     |     |     |     |     |     |     |     |     |     |     |     |     |     |     |     |     |     |     |     |     |     |     |     |     |

Entre el censo de 1857 y el anterior, crece el término del municipio porque incorpora a Parral de Villovela, Peñarrubias, Pinillos de Polendos y Villovela de Pirón.

## Administración y política
| Periodo   | Nombre                        | Partido                    |
| --------- | ----------------------------- | -------------------------- |
| 1979-1983 | Carlos Aragón Valle           | UCD                        |
| 1983-1987 | José Alejandro González Gómez | AP-PDP-UL                  |
| 1987-1991 | Juan José Miguelañez Torrego  | PSOE                       |
| 1991-1995 | Juan José Miguelañez Torrego  | PSOE                       |
| 1995-1999 | Joaquín Miguelañez Arribas    | PP                         |
| 1999-2003 | Joaquín Miguelañez Arribas    | PP                         |
| 2003-2007 | Manuel Arribas Orte           | PP                         |
| 2007-2011 | Miguel Mariano Marcos Huertas | PP                         |
| 2011-2015 | Jaime Aragón Velasco          | PP                         |
| 2015-2019 | Jaime Aragón Velasco          | PP                         |
| 2019-2023 | Jaime Aragón Velasco          | PP                         |
| 2023-act. | Jorge Martín Manzanas         | Alternativa de los Vecinos |